# Lewis Hill
Lewis Hill (* 1. Mai 1919 in Kansas City, Missouri; † 1. August 1957) war ein US-amerikanischer Pazifist, Autor, Aktivist und Gründer der Station KPFA. Der Sender legte den Grundstein zum Pacifica-Rundfunknetzwerk, dem ältesten hörerfinanzierten Radio-Netzwerk der Vereinigten Staaten, welches heute u. a. das Politikmagazin Democracy Now produziert.

## Leben
Lewis Hill wurde 1919 in Kansas City geboren. Sein Vater war ein Jurist, der das Glück hatte, mit dem Verkauf eines Ölbohrunternehmens an J.P. Morgan viel Geld zu verdienen. Sein Onkel war Frank Phillips, der Gründer von Phillips Petroleum. Hill wurde auf die Wentworth-Militärakademie in Lexington, Missouri, geschickt, weil er hoch begabt schien. Auch wenn ihm die Schule wenig zusagte, blieb er die ersten zwei Jahre während seiner Zeit am College und wurde im Tennisdoppel Meister von Missouri. Er wechselte danach auf die Stanford University. Dort interessierte er sich ab 1937 für das Quäkertum. Diese Einsichten führten ihn zum Pazifismus.
Hill litt an einer Spinale Arthritis, wurde aber vom Selective Service System in der Klasse „4-F“ als bedingt tauglich (nicht für militärische Aufgaben) eingestuft. 1942 ließ er sich jedoch als Kriegsdienstverweigerer registrieren und wurde nach Coleville in ein Lager für Kriegsdienstverweigerer geschickt. Dort entstand zusammen mit Roy Finch der Plan zur Gründung des Pacifica Networks.
Im Oktober 1943 wurde er aufgrund seiner sich verschlechternden medizinischen Lage aus dem Camp entlassen. Er wurde vom National Committee on Conscientious Objectors der American Civil Liberties Union (ACLU) angeworben. In dieser Position verteidigte er Pazifisten, die die Camps verlassen hatten um Friedenskonferenzen zu organisieren oder sich an Protestmärschen zu beteiligen.
In dieser Zeit entwickelte Hill seine Idee eines nichtkommerziellen Sendernetzes, das ein Ort für heilsamen Dialog werden sollte, weiter. Er kam zu der Überzeugung, dass ein Pazifist sich klar mit spezifischen Ideen von einer anderen Welt positionieren müsse und nicht nur gegen den Status quo protestieren solle. Dieses öffentliche Engagement solle ein Beispiel friedlicher Direkter Aktion sein.
1946 zog er mit seiner Frau Joy Cole Hill mit dem Ziel dort einen Hörfunksender zu gründen, nach San Francisco. 1948 gründete er mit KPFA den ersten hörerfinanzierten UKW-Sender der Welt.